# 리에비니시

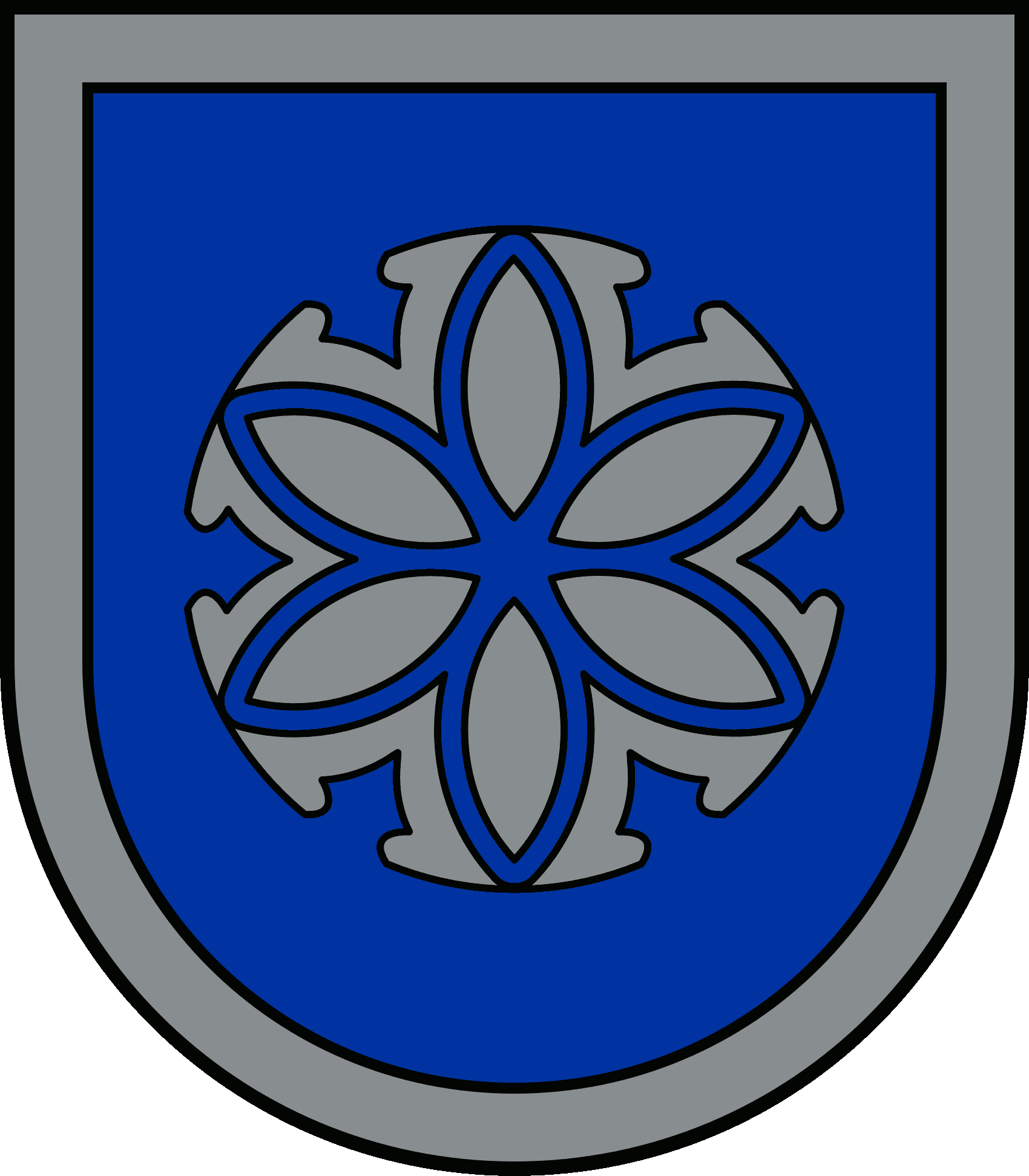
시 문장

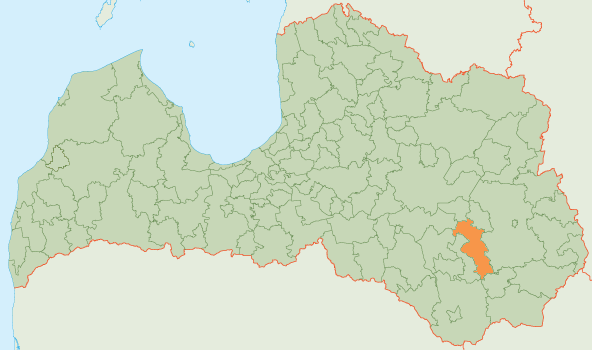
리에비니 시의 위치

리에비니시(라트비아어: Riebiņu novads)는 라트비아의 지방 자치체로 행정 중심지는 리에비니이며 면적은 631.3km2, 인구는 6,331명(2009년 기준), 인구 밀도는 10명/km2이다. 6개 교구를 관할한다.

## 같이 보기
- 라트비아의 행정 구역